# Eastern Band of Cherokee Indians
Eastern Band of Cherokee Indians er en af de tre grupper af cherokeserstammen af oprindelige amerikanere, som anerkendes af USA's føderale regering. De to øvrige er Cherokee Nation og United Keetoowah Band of Cherokee Indians, der begge har hjemsted i Oklahoma. Eastern Band of Cherokee Indians (normalt forkortet som EBCI) har hjemsted i Qualla Forvaltningsområdet (Qualla Boundary) i North Carolina. Området kaldes ofte fejlagtigt Cherokee Reservation, men der er ikke tale om er reservat, derimod om et område, der ejes af stammen, men forvaltes af United States Bureau of Indian Affairs. Medlemmerne af EBCI nedstammer primært fra ca. 1.000 medlemmer af stammen som undgik at blive flyttet til indianerterritoriet i Oklahoma på Trail of Tears i 1838-39.
Medlemmerne af Eastern Band of Cherokee Indians er ikke i dag forbundet med de to grupper i Oklahoma, bortset fra gennem det historiske og kulturelle fællesskab.

## Historie
I 1830 vedtog USA's regering Indian Removal Act, der gav præsidenten tilladelse til at forhandle med stammerne i de østlige stater om at disse skulle flytte til indianerterritoriet i det nuværende Oklahoma. Dette resulterede i 1838 i at næsten hele cherokeserstammen blev flyttet til Oklahoma. Ca. 1.000 blev dog tilbage i området. Flertallet fordi de boede på områder som ikke tilhørte stammen, men var ejet af William Holland Thomas, adoptivsøn af den lokale høvding Yonaguska. Cherokeserne måtte dengang ikke selv eje deres egen jord, så Thomas havde, i sit eget navn men på stammens vegne, opkøbt stanmejord, hvor stammemedlemmerne så kunne slå sig ned. I 1838 rejste Thomas som stammens advokat til Washington DC og fik forhandlet igennem, at de medlemmer af stammen, der boede på hans jord, kunne få lov til at blive boende. Nogle af de, der faktisk skulle forflyttes flygtede ud i bjergene, hvor de skjulte sig i flere år. Senere fik også disse lov til at blive boende. Enkelte, som fx høvdingen Junaluska flygtede fra indianerterritoriet og vendte hjem til de oprindelige bopladser igen, og også de fleste af disse "flygtninge" fik lov til at blive i området.
Samme år som Thomas fik forhandlet retten til at forblive i området igennem i Washington DC, døde Yonaguska. Inden sin død overbeviste han stammen om, at de skulle vælge William Thomas som hans efterfølger og det gjorde de. Dermed blev han den første og hidtil eneste hvide, der har været stammens høvding.
Først i 1865 anerkendte delstatsregeringen i North Carolina stammens ret til at blive i området og i 1868 blev der afholdt et rådsmøde med henblik på at etablere en stammeregering. Denne tiltrådte den 1. januar 1870, og dermed var Eastern Band of Cherokee Indians officielt en kendsgerning.

## Sprog
Medlemmerne af Eastern Band of Cherokee Indians taler primært engelsk, men et lille del af stammen taler også cherokesisk, nærmere betegnet den dialekt, der kaldes "Middle Cherokee" eller "Kituwa Cherokee". Det er den dialekt, der har ændret sig mindst siden forflyttelsen, da den ikke i samme grad som den dialekt, der tales i de vestlige grupper, har været påvirket af andre sprog. Antallet af cherokesisk talende er kun omkring 1.000, hvoraf 72 % er over 50 år gamle. Derfor har stammeregeringen har besluttet, at fra 2007, skal alle skoleelever skal lære cherokesisk i skolen og skal kunne tale det, inden de afslutter high school.

## Religion
De fleste medlemmer af Eastern Band of Cherokeee Indians tilhører en eller anden kristen sekt primært baptistkirken, men der er også en del metodister og mange andre sekter er ligeledes repræsenteret. Inden for grænserne af forvaltningsområdet findes der omkring 25 kristne kirker tilhørende forskellige sekter. Den traditionelle stammereligion eksisterer stort set ikke mere, men mindes i legender og gennem kulturen, fx i forbindelse med udøvelse af traditionelle stammedanse og –ceremonier. Andre elementer i religionen er blevet blandet med New Age spiritualisme og har derved bevæget sig bort fra traditionerne.

## Qualla Boundary
Qualla Forvaltningsområdet ligger i det vestlige North Carolina centreret om byen Cherokee lige syd for Great Smoky Mountains National Park. Hovedparten af området ligger i Swain County og Jackson County. Derudover ligger der to mindre, isolerede områder, der også er en del af forvaltningsområdet sydvest for hovedparten af dette i Cherokee County og Graham County. I Cherokee County bor Cheoah samfundet, og i Graham County bor Snowbird samfundet, hvor Junaluska var høvding frem til Trail of Tears.
Det samlede landområde omfatter knap 214 km², og her bor ca. 9.600 mennesker, hvoraf 77% er cherokesere, mens 23 % udgøres af mennesker med ikke indiansk herkomst (2010). I alt er der ca. 14.000 medlemmer af EBCI (2010), hvoraf knap 35 % lever uden for forvaltningsområdet.

### Tilbagekøb af land
I 1996 generhvervede stammen et område uden for Bryson City, hvor Kituwa, efter legenderne stammens første by, engang lå. Selv om der kun er en lav, græsklædt bakke tilbage i Kituwa, betragtes det stadig som stammens helligste sted. EBCI erhvervede også Tallulah højen i Robbinsville samme år. Desuden har stammen siden slutningen af det 20. århundrede opkøbt flere andre områder, hvor steder, som betragtes som hellige, tidligere har ligget, herunder Nikwasi højen i Franklin i 2019, og Cowee højen i 2007. Disse høje anslås at være bygget for mere end 1.000 år siden.
I 2020 erhvervede organisationen Mainspring Conservation Trust på vegne af EBCI et område på 14 hektar (40 acres), der inkluderer Watauga højen og en del af stedet hvor den tidligere Watauga Town lå. Området ligger ved Little Tennessee River mellem Nikwasi opstrøms og Cowee nedstrøms.

## Styreform
Cherokeserstammen vedtog en forfatning allerede i 1827, mere end 10 år før forflyttelsen til Oklahoma. Denne var meget inspireret af USA's forfatning. I dag betragtes Eastern Band of Cherokee Indians som en suveræn stat, der ledes af en tredelt regering. En lovgivende magt bestående af Stammerådet (Tribal Council), en dømmende magt (Tribal Court) og en udøvende magt (Principal Chief og Vice-Chief). Stammeregeringen løser opgaver, der nærmest svarer til de, som et normalt bystyre i en større by udfører. 
Stammerådet, der vælges for to år ad gangen, senest i 2015, består af 12 medlemmer, der repræsenter de lokalsamfund, der findes i forvaltningsområdet. Af disse er pt. to kvinder og ti mænd. Formand for rådet er Richard French og næstformand er Albert D. Rose. Desuden er overhøvdingen og vicehøvdingen, der vælges for fire år ad gangen, begge medlemmer af rådet.
Nuværende overhøvding for stammen er Richard Sneed, der som vicehøvding tiltrådte i 2017 efter at den tidligere overhøvding, Patrick Lambert , var blevet afsat ved en rigsretsag. Sneed blev genvalgt i 2019. Ny vicehøvding blev Allan B. Ensley, som også blev genvalgt i 2019.
Stammen har sit eget politi, som er ansvarlig for opretholdelse af lov og orden i forvaltningsområdet. Desuden har Federal Bureau of Investigation (FBI) jurisdiktion i området, mens North Carolinas statspoliti ikke har. Stammepolitiet ledes af en Deputy Marshall, der referer direkte til vicehøvdingen. 

## Økonomi
Stammens væsentligste indtægter kommer fra turisme. Mange turister, der kommer for at besøge Great Smoky Mountains National Park tager ophold inden for forvaltningsområdets grænser, primært i Cherokee. Stammen har også selv en række attraktioner som kan trække turister til, fx Oconaluftee Indian Village, friluftsspillet Unto These Hills, Museum of the Cherokee Indian og kunsthåndværksbutikken Qualla Arts and Craft foruden nogle mindre kendte attraktioner som fx Kituwa højen.

### Kasinodrift
De største indtægter kommer dog fra Harrah's Cherokee Casino. I 1988 vedtog den amerikanske kongres den såkaldte Indian Gaming Regulatory Act. Den gav alle føderalt anerkendte grupperinger af oprindelige amerikanere ret til at oprette kasinoer på stammernes områder. . Der må dog kun tilbydes spil, som ellers er tilladt i delstaternes lovgivning.. Der blev oprettet tre forskellige spilklasser, Class I, II og III.
Class I omfattede alle traditionelle indianske spil og andre såkaldt sociale spil med små indsatser og små præmier. Sådanne spil kan stammeråderne selv fastsætte regler for. De kontrolleres ikke af den føderale lovgivning. .
Class II omfatter spil der er baseret alene på tilfældighed, så som fx bingo både manuelt og elektronisk. Desuden er kortspil hvor spillerne ikke spiller mod huset og hvor en spiller ikke agerer som bank, men alle spiller mod alle omfattet af denne klasse. Spilleautomater er IKKE omfattet af denne klasse. 
De fleste kasinoer på reservaternes område fik tilladelse til spil i disse to klasser, idet det var dem, der var tilladt i de forskellige delstater. Fire stater, Arkansas, Hawaii, Indiana og Utah har stadig totalt forbud mod spil.
Class III spil omfatter alle spil, der ikke er omfattet af klasse I og II. Det gælder typisk de spil, der normalt kaldes kasinospil så som fx spilleautomater, terningspil, roulette, og kortspil som fx blackjack og poker.
Harrahs Cherokee Casino åbnede i 1997 efter næsten 10 års forhandlinger mellem stammen og delstatsregeringen i North Carolina. Den daværende overhøvding, Jonathan Taylor og North Carolinas guvernør Jim Hunt var ansvarlige for forhandlingerne. Stammens repræsentanter anførte, at for at tiltrække turister i større mængder, var man nødt til at kunne tilbyde andre spil and bare bingo og spil i Class I. Regeringen var ikke indstillet på at tillade andre spil, da disse ikke var tilladt andre steder i delstaten. Heller ikke alle stammemedlemmer var begejstrede for planerne om at åbne et kasino. Blandt disse var stammens åndelige leder, William Calhoun som mente at spil ville føre til stammens moralske undergang.
Til sidst lykkedes det dog at komme frem til et kompromis. Stammen fik tilladelse til at udbyde visse elektroniske Class III spil, såfremt disse udover held også krævede en form for øvelse eller behændighed. De højeste gevinster skulle være 25.000 dollars og alle "bordspil", fx kortspil, terningspil og roulette skulle være forbudt. Der måtte ikke sælges alkohol på kasinoet. Halvdelen af overskuddet fra kasinoet skal fordeles mellem samtlige medlemmer af EBCI som en årlig bonusudbetaling.
På disse betingelser startede kasinoet den 13. november 1997.  I 2005 tillod North Carolina statslotteri (Class III) og ved samme lejlighed fik kasinoet lov til at indføre alle Class II og III spil. I dag besøges kasinoet af tusindvis af turister hvert år. Af overskuddet hensættes hvert år mindst $5 millioner til Cherokee Preservation Fund, der dels har til formål at fremme økonomisk udvikling, der ikke er baseret på spil, dels at beskytte miljøet og bevare stammens arv og kultur. En del af overskuddet betales i henhold til aftalen som afgift til delstatsregeringen.. Endnu en del af overskuddet øremærkes til at forbedre sundhedsvæsenet, uddannelse og boliger i forvaltningsområdet. I september 2015 åbnede stammen igen i samabejde meed Harrah's et nyt kasino, Harrah's Cherokee Valley River Casino, i Murphy i den enklave af Qualla Boundary, der ligger i Cherokee County. I 2018 var kasinoernes overskud over $300 millioner, og det betød at hvert stammemedlem fik udbetalt et rekordbeløb på godt ca. $12.000 i bonus.
I 2009 blev det tilladt at sælge alkoholholdige drikke på kasinoerne, men det er fortsat de eneste steder i Qualla Boundary, hvor det er tilladt. Så sent som i 2012 stemte stammen "'nej" til et forslag om at åbne for alkoholsalg generelt i forvaltningsområdet. 

## Eksterne referencer
- Officiel hjemmeside for eastern Band of Cherokee Indians Arkiveret 23. marts 2009 hos  Wayback Machine (engelsk)
- Cherokee in the Smokies (om byen) Arkiveret 12. februar 2009 hos  Wayback Machine (engelsk)
- Cherokee Indians Smoky Mountains (Webside ikke længere tilgængelig) (engelsk)